# Rodolphe Rubattel

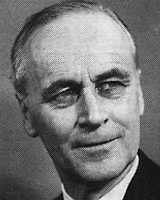

Rodolphe Rubattel (burger van Villarzel, 4 september 1896 - 18 oktober 1961), was een Zwitsers politicus.
Rubattel was lid van de Vrijzinnige-Democratische Partij (FDP). Hij was lid van de Staatsraad (parlement) van het kanton Vaud. Van 9 april 1946 tot 31 december 1946 was hij voorzitter van de Staatsraad van Vaud.
Op 11 december 1947 werd hij in de Bondsraad gekozen. Hij bleef in de Bondsraad tot 31 december 1954. Reeds op 1 november van dat jaar maakte hij zijn terugtreden bekend.
Rubattel beheerde tijdens zijn ambtstermijn het Departement van Economische Zaken.
In 1953 was hij vicepresident en in 1954 bondspresident.